# الكنيسة العلموية
كنيسة السيانتولوجيا أو الكنيسة العلماوية (بالإنجليزية : Church of Scientology) هي طائفة دينية تتخذ من العلم والمكننة أساسا لتعاليمها.
تعد الكنيسة العلموية «كنيسة المشاهير» وتشتهر كديانة في الولايات المتحدة وقد أنشأها كاتب الخيال العلمي الأميركي رون هوبارد في العام 1954، اما في فرنسا فوصفت بانها طائفة في تقرير برلماني يعود إلى العام 1995. ويبلغ عدد العلماويين 12 مليونا في العالم، وتضم الكنيسة المذكورة أفرادا عدة من بين شخصيات هوليوود كمثل توم كروز وجون ترافولتا.
والساينتولوجي حسب تعريف الكنيسة تؤمن بأن الإنسان كائن روحي لا يفنى وأن قدراته لا حدود لها ولايطلب من أتباع المذهب أن يؤمنوا بأي شيء على وجه التحديد، الجدير بالذكر ان هذه الطائفة تحاكم في فرنسا بتهمة النصب والاحتيال من قبل مجموعة تنتمي إليها، من خلال اتباع أساليب أشبه بـغسيل الدماغ لأتباعها بهدف بيعهم أجهزة وعلاجات بأثمان باهظة.
باريس ـ المصريون (وكالات): أحيلت الكنيسة العلماوية إلى محكمة جنح باريس بتهمة «النصب والاحتيال كـعصابة منظمة» كما أفاد مصدر قريب من الملف، وقع القاضي جان كريستوف هولان الاثنين امرا باحالة الجمعية الروحية للكنيسة العلماوية (سيليبرتي سنتر) وهي الهيئة الرئيسية للجمعية في فرنسا ومكتبتها (سارل سيل) إلى القضاء بتهمة «النصب والاحتيال كعصابة منظمة»، واشار المصدر إلى أن ادانة الكنيسة العلماوية بهذه التهمة يمكن أن تؤدي إلى حل الهيئتين المعنيتين، ويلاحق في هذه القضية سبعة من اتباع هذه الكنيسة من بينهم الآن رونزبرغ المدير العام لسيليبرتي سنتر بعضهم بتهمة «ممارسة الصيدلة بصورة غير قانونية»، وقد بدات القضية في ديسمبر 1998 بشكوى مع ادعاء بالحق المدني من امراة قالت انها تعرضت للنصب من قبل الكنيسة العلماوية، وقالت المراة ان عددا من اتباع هذه الكنيسة تقدموا إليها خلال خروجها من محطة مترو الأوبرا في باريس عارضين عليها الخضوع لاختبار مجاني للشخصية لينتهي بها الأمر إلى إنفاق 200 الف فرنك على تلقي دروس وشراء كتب وادوية إضافة إلى جهاز «الكترومتر» (قياس كهربائي) وهو جهاز لقياس التغييرات التي تطرا على الحالة العقلية للشخص نتيجة التبدلات الكبيرة للمقاومة الكهربائية، وعلى الاثر قدمت شكوى أخرى من امراة ثانية ومن نقابة الصيادلة اللذين انضما إلى القضية كمدعين بالحق المدني.